# Grimboudplein 12
Grimboudplein 12 (Engels: 12, Grimmauld Place) is het adres van een huis in een buitenwijk van Londen dat voorkomt in de zevendelige Harry Potter-boekenserie van J.K. Rowling.
Het huis, gelegen aan een plein, is al eeuwenlang in bezit van de familie Zwarts, een oude tovenaarsfamilie, die erg veel waarde hecht aan de zogenoemde bloedzuiverheid. Hiermee wordt bedoeld dat alleen tovenaars uit een zuiver tovenaarsgeslacht "goed" zijn, en dus iedereen die Snul is, te veel met dreuzels omgaat of zelfs met ze trouwt, verstoten wordt uit de familie.

## Stamboom

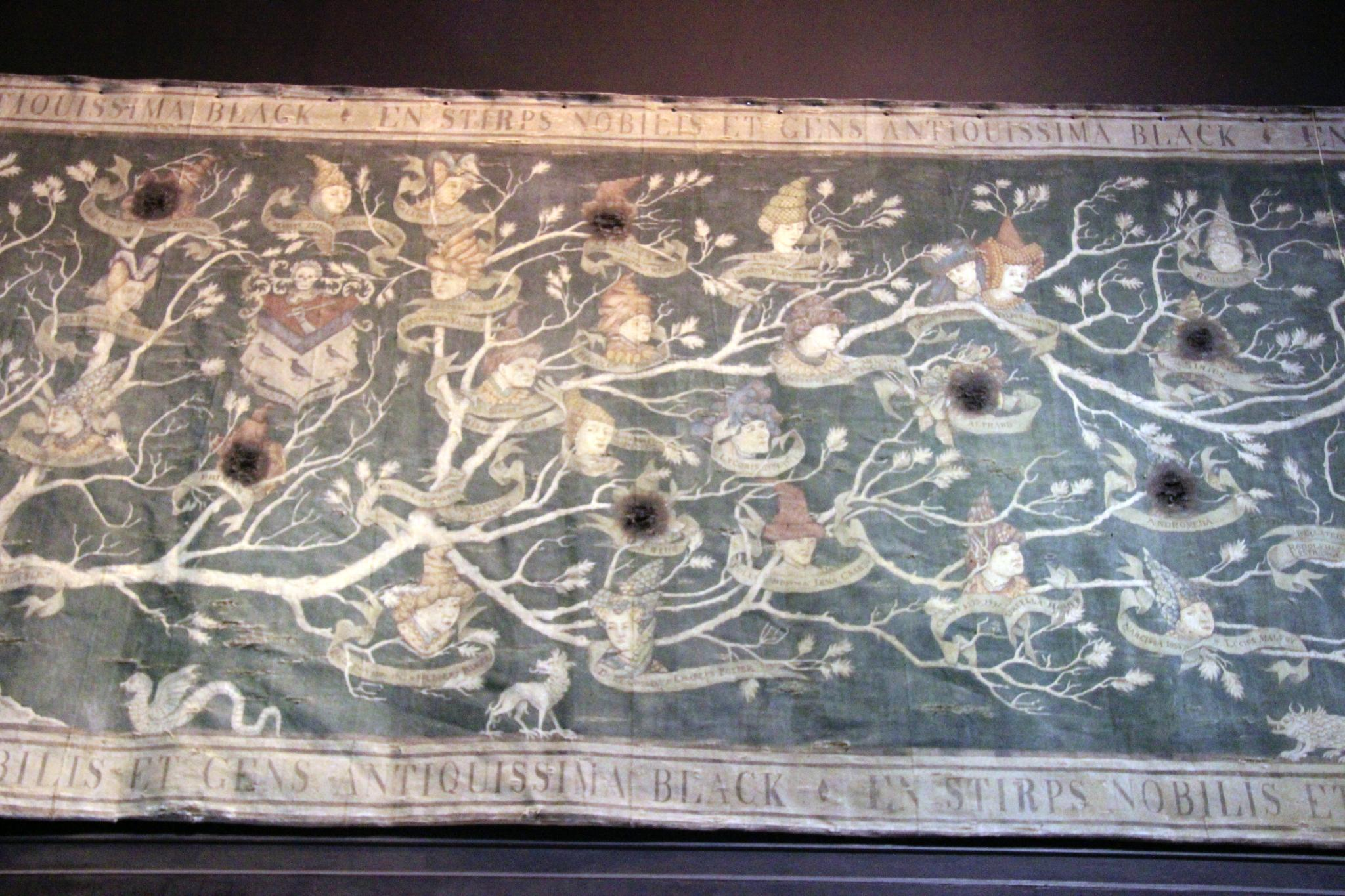
Wandkleed met de stamboom

Dat sommige familieleden zijn verstoten is goed te zien aan een oeroud wandkleed dat in de woonkamer van het huis hangt. Het is vaal, en op sommige plaatsen hebben er Doxy's aan geknaagd. Toch is er nog duidelijk op te zien dat de uitgebreide stamboom teruggaat tot in de middeleeuwen. Helemaal boven aan het tapijt staat in grote letters: 'Het Nobele en Aloude Geslacht Zwarts "Toujours pur"'. De namen van diverse leden van de familie zijn weggeschroeid. Een bekend voorbeeld is Sirius Zwarts, wiens naam is weggeschroeid toen hij van huis wegliep en bij de ouders van James Potter (de vader van Harry Potter) ging wonen. Sirius was het oneens met de opvattingen van zijn ouders. Ook zijn oom Alvaleus Zwarts, die aan Sirius een grote pot goud heeft nagelaten, is van de stamboom verwijderd. Andromeda Zwarts, de zus van Bellatrix en Narcissa, is ook weggeschroeid aangezien ze met dreuzeltelg Ted Tops is getrouwd.
Wie ook op het kleed staat afgebeeld is Narcissa Zwarts, die later is getrouwd met Lucius Malfidus. De zus van Narcissa is Bellatrix, een beruchte Dooddoener.
In de tijd dat de familie Zwarts nog in het huis woonde zijn er diverse dreuzel- en tovenaarswerende spreuken op uitgevoerd, zodat dreuzels of onbekende tovenaars niet zomaar het huis konden vinden.

## Hoofdkwartier van de Orde van de Feniks
Sinds het begin van het vijfde boek wordt Grimboudplein 12 gebruikt als hoofdkwartier van de Orde van de Feniks. Het huis is beschikbaar gesteld door Sirius Zwarts. Albus Perkamentus, de oprichter van de Orde, heeft zichzelf geheimhouder gemaakt door middel van zijn eigen toverkunsten om het huis nog beter te beveiligen. Daardoor kon er nauwelijks een veiliger plek bestaan.

## Uiterlijk
Het huis zit tussen twee andere huizen ingeklemd. Men kan de deur bereiken door middel van een uitgesleten trapje. De zwarte verf op de deur is haveloos en bekrast en de zilveren klopper heeft de vorm van een kronkelende slang. Er is geen sleutelgat of brievenbus. Een tik met een toverstok is genoeg om te laten weten dat je voor de deur staat. De deur gaat dan vanzelf open.
De hal is aardedonker en ruikt naar vocht, stof en een zoetige rottingsgeur. Toen het huis nog niet helemaal was schoongemaakt wasemde het huis verval en leegstand uit.
Op de muren in de hal zit afbladderend behang en op de vloer ligt oud en versleten tapijt. De kroonluchter is bedekt met spinrag en de portretten aan de muur zijn zwart van ouderdom. Diverse objecten in het huis hebben de vorm van een slang. Ook staat er een grote paraplubak die van een afgehakt trollenbeen lijkt te zijn gemaakt.
Een donkere trap leidt naar de eerste verdieping. Langs de trap hangen rijen met houten wandplaten waarop hoofden van huis-elfen zijn opgehangen. Volgens de traditie bij de familie Zwarts wordt een huis-elf, zodra deze te oud wordt om een dienblad vast te houden, onthoofd en krijgt een plaatsje naast de andere onthoofde huis-elfen.
Op de tweede verdieping zijn diverse kamers. Tijdens Harry Potters verblijf in het begin van het vijfde boek krijgt hij de kamer achter de eerste deur rechts. In die kamer hangt ook een schilderij van het meest impopulaire schoolhoofd ooit, Firminus Nigellus.